# لوخوویتسی
شهر لوخوویتسی (به روسی: Луховицы) در کشور روسیه و در اوبلاست مسکو واقع شده‌است.